# G-blok
G-blok je hipotetski blok u periodnom sustavu koji počinju popunjavanti elementi s atomskim brojem većim od 118, čiji vanjski elektroni počinju popunjavati g orbitalu, te ujedno ne popunjavaju orbitale f, d, p, ili s.

## Poveznice
- Blok u periodnom sustavu
  - S-blok
  - P-blok
  - D-blok
  - F-blok
  - G-blok
- Elektronska konfiguracija